# Szeszupa
Szeszupa (lit. Šešupė; ros. Шешупе; niem. Scheschuppe, Ostfluss) – rzeka w Polsce, na Litwie i w Rosji, lewy dopływ Niemna.
Początek bierze w Polsce niedaleko Suwałk. Źródła rzeki usytuowane są na terenie Suwalskiego Parku Krajobrazowego w odległości około 500 m od doliny Czarnej Hańczy. Płynie umiarkowanym nurtem, przeplatanym bystrzami, dnem rozległej, szerokiej doliny (Zagłębienia Szeszupy), zbierając po drodze niewielkie strumienie, odprowadzające wodę z licznych torfowisk i jezior. Polska część rzeki liczy 27 km. W górnym biegu jest wartkim strumieniem, płynącym w wyraźnie zarysowanej dolinie. Do Szeszupy na terenie Polski uchodzą dwa większe dopływy: Potopka, Wigra i Szelmentka.
Rzeka Szeszupa niesie wody II i III kategorii. Szeszupa jest zanieczyszczona niewielką ilością ścieków komunalnych z oczyszczalni mechanicznej w Rutce-Tartaku.
Następnie rzeka wpływa na terytorium Litwy i obwodu królewieckiego. Na długości 51 km jest rzeką graniczną między Litwą i Rosją. Odcinek ten jest jedną z najstarszych i najtrwalszych europejskich granic – od pokoju mełneńskiego, który w 1422 roku podzielił terytorium dawnej Jaćwieży, rozdzielała państwo zakonu krzyżackiego od Wielkiego Księstwa Litewskiego.
Głównym miastem leżącym nad Szeszupą jest Mariampol.